# Bionaz

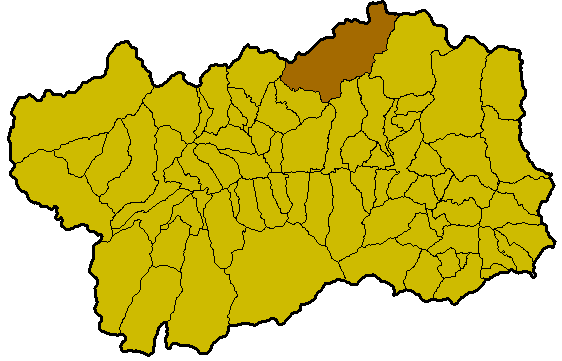
Ubicación del municipio de Bionaz en el Valle de Aosta.

Bionaz es una localidad italiana de Valle de Aosta, con 242 habitantes.

## Evolución demográfica
| Gráfica de evolución demográfica de Bionaz entre 1861 y 2001 |
|                                                              |
| Fuente ISTAT - elaboración gráfica de Wikipedia              |